# Belgische Oostkust

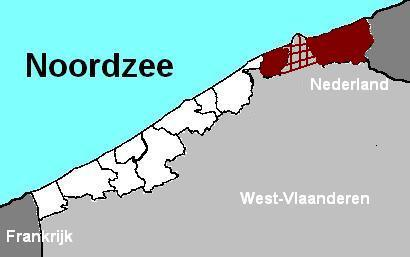
De Oostkust, van Blankenberge tot Knokke-Heist

De Belgische Oostkust bestrijkt de meest oostelijke kustgemeentes van België. Het gaat in dit geval over Blankenberge, Zeebrugge en Knokke-Heist.
Zowel aardrijkskundig als historisch gezien hoort ook de Zeeuws-Vlaamse kust tot de Vlaamse Oostkust. Het begrip "Vlaamse Kust" omvat namelijk meer dan alleen de Belgische Kust.